# Slovak Open 2004
Lo Slovak Open 2004 è stato un torneo di tennis facente parte della categoria ATP Challenger Series nell'ambito dell'ATP Challenger Series 2004. Il torneo si è giocato a Bratislava in Slovacchia dall'8 al 14 novembre 2004 su campi in cemento (indoor).

## Vincitori

### Singolare
Marcos Baghdatis ha battuto in finale  Dominik Hrbatý con il punteggio di 7–6(4), 7–6(3).

### Doppio
Simon Aspelin /  Graydon Oliver hanno battuto in finale  Jonathan Erlich /  Noam Okun con il punteggio di 7–6(5), 6–3.